# Audrys Juozas Bačkis

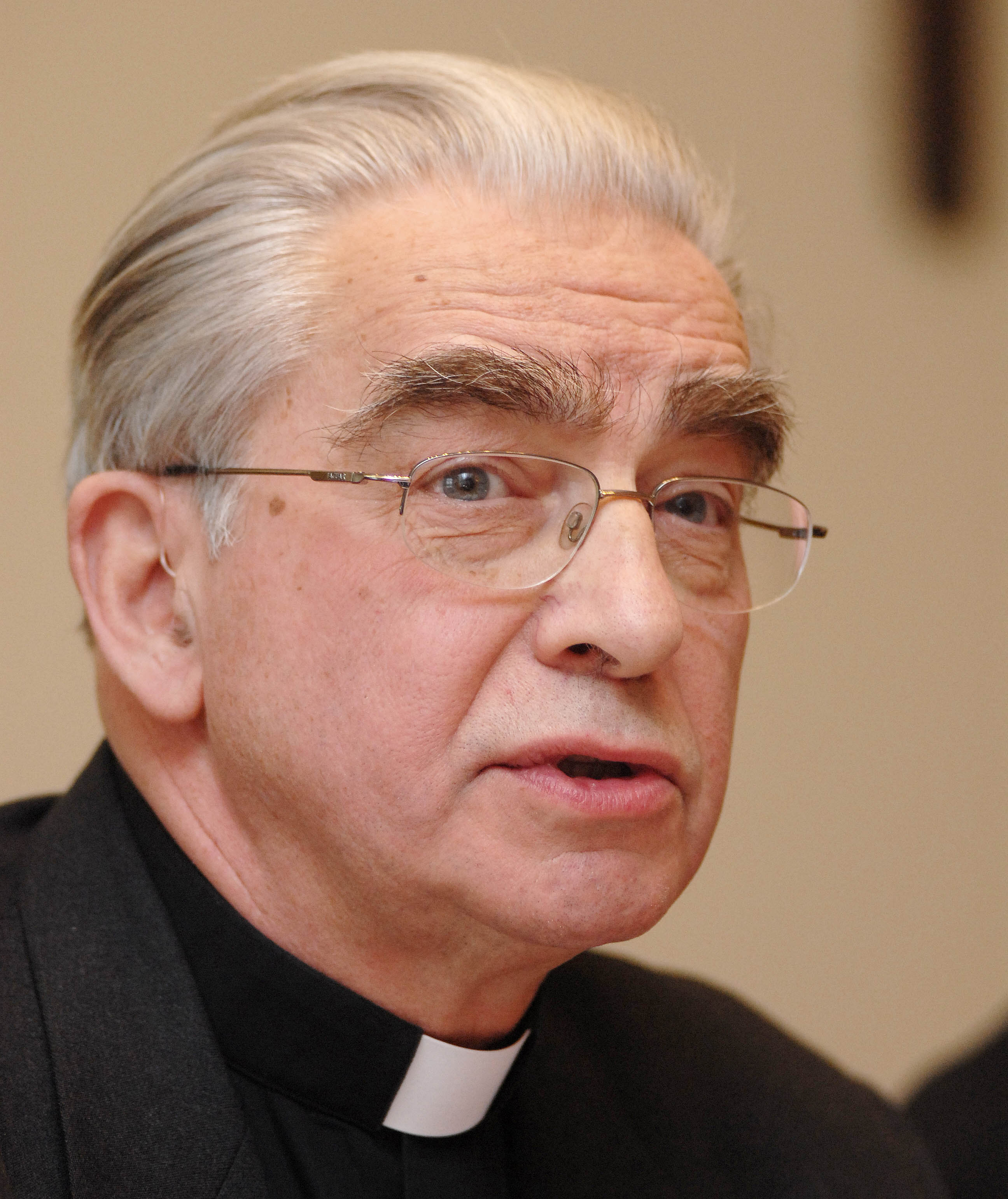
Audrys Juozas Kardinal Bačkis (2008)

Kardinalswappen

 Audrys Juozas Kardinal Bačkis  (* 1. Februar 1937 in Kaunas, Litauen) ist emeritierter Erzbischof von Vilnius.

## Leben
Audrys Juozas Bačkis wuchs als Diplomatensohn in Frankreich auf. Nach der Schulzeit studierte er Katholische Theologie und Philosophie in Issy-les-Moulineaux bei Paris und wurde 1961 für das Bistum Kaunas zum Priester geweiht. 
Nach weiterführenden Studien erwarb er das Lizentiat für Katholische Theologie an der Päpstlichen Universität Gregoriana und promovierte im Fachbereich Kanonisches Recht an der Päpstlichen Lateranuniversität in Rom. 1964 trat er in die diplomatischen Dienste des Vatikans ein und arbeitete auf den Philippinen, in Costa Rica, Nigeria und der Türkei. Am 26. Juni 1965 verlieh ihm Papst Paul VI. den Ehrentitel Geheimkämmerer Seiner Heiligkeit (Monsignore). Am 4. Mai 1979 berief ihn Papst Johannes Paul II. zum Untersekretär des Rates für öffentlichen Angelegenheiten der Kirche und verlieh ihm am 18. Juni desselben Jahres den Titel Ehrenprälat Seiner Heiligkeit. Am 5. August 1988 ernannte ihn Johannes Paul II. zum Titularerzbischof von Meta und zum Apostolischen Pro-Nuntius in den Niederlanden. Die Bischofsweihe spendete ihm der Papst am 4. Oktober desselben Jahres im Petersdom.
1991 ernannte ihn Papst Johannes Paul II. zum Erzbischof von Vilnius. Bačkis war Vorsitzender der Litauischen Bischofskonferenz und gehört seit dem 21. Februar 2001 als Kardinalpriester mit der Titelkirche Natività di Nostro Signore Gesù Cristo dem Kardinalskollegium an.
Am 5. April 2013 nahm Papst Franziskus das von Audrys Juozas Bačkis aus Altersgründen vorgebrachte Rücktrittsgesuch an.

## Mitgliedschaften in der römischen Kurie
Audrys Juozas Kardinal Bačkis war Mitglied der folgenden Kongregationen und Räte der Römischen Kurie:
- Kongregation für das Katholische Bildungswesen (bestätigt 2001[4] und 2013[5], bis 2017)
- Päpstlicher Rat für die sozialen Kommunikationsmittel
- Päpstliche Kommission für die Kulturgüter der Kirche

## Ehrungen
- Großoffizier des portugiesischen Christusordens
- Großoffizier des Verdienstordens der Italienischen Republik, 1985
- Komtur des norwegischen Verdienstordens, 1997
- Ehrendoktor, Vilniaus pedagoginis universitetas, 1997
- Orden des litauischen Großfürsten Gediminas, 2000
- Großkreuz des Vytautas-Magnus-Ordens, 2003
- Ehrendoktor, Päpstliche Universität Johannes Paul II., 2003